# La prossima voce
La prossima voce (The Next Voice You Hear...) è un film drammatico del 1950 diretto da William A. Wellman nel quale una voce che sostiene di essere quella di Dio interrompe per sei giorni i programmi radiofonici in tutto il mondo.
Gli attori principali sono James Whitmore e Nancy Davis, nei panni di Joe e Mary Smith, mentre Gary Gray interpreta il loro figlio Johnny. La storia si basa su un racconto omonimo di George Sumner Albee. La voce di Dio non viene mai fatta ascoltare direttamente durante il film.